# Гранат-1
«Гранат-1» — безпілотний літальний апарат, побудований за схемою літаюче крило, з фото, відео, тепло фіксацією, передача йде по цифровому каналу зв'язку, входить до комплексу Навідник-2, виробник  Росія. Дальність дії, при прямому баченні: до 10 км (відеоапаратура), до 15 км (фото).

## Обладнання
- Оптика: Canon Zoom Lens 5x15, 43-215mm[джерело?]
- Акумулятор: Batt LiPo 14.8V, 4S, 11000 mAh, true 40 c, maxamps.com[1]
- Відеомодуль: поворотний з кольоровою відеокамерою[джерело?]

## Льотно-технічні характеристики
- Довжина - 0,52 м[2]

### Технічні характеристики
- Розмах крила — 0,82 м
- Висота — 0,24 м
- Крейсерська швидкість польоту — 60 км/год
- Максимальна злітна маса — 2,4 кг
- Максимальна швидкість — 75 км/год
- Максимальна дальність польоту — 15 км
- Максимальна висота польоту — 3500 м
- Силова установка — електричний двигун
- Час польоту — 1 год 15 хв

## Застосування

### Російсько-українська війна
У 2015 році InformNapalm фіксував використання БПЛА «Гранат-1» та «Гранат-2» підрозділами російських терористичних сил на Донбасі. Застосування цих типів російських військових БПЛА було виявлено по відеокадрах з сюжету пропагандистів каналу «Новороссия ТВ». Відомо, що військові ЗС РФ використовували ці БПЛА під час бойових дій біля Дебальцевого в лютому 2015 року.
2 квітня 2017 року в районі Світлодарської дуги був збитий безпілотник «Гранат-1». Деталі апарату мали маркування ФСБ РФ.
29 листопада 2020 року «Гранат» було збито українськими військовими неподалік Луганського. Російські терористичні війська використовували цей БПЛА для коригування під час заходу розвідувально-диверсійної групи до українських позицій. Злагодженими діями українських військових було зірвано намагання ворожих диверсантів провести мінування позицій українських військ та відмовитися в подальшому від виконання диверсійних заходів. Після вогневого контакту противник відійшов.
Під час огляду шляху відступу ворожої ДРГ було виявлено засоби мінування російського виробництва, зокрема три МОН-50 та споряджений касетний контейнер типу КСФ-1 з мінами типу ПФМ-1, які заборонені Женевською конвенцією.
19 листопада 2020 міжнародна волонтерська спільнота InformNapalm оприлюднила ексклюзивні знімки та додаткові факти про станцію управління новітнього російського комплексу «Наводчик-2», до складу якого входить БПЛА «Гранат-1», який вперше потрапив у офіційні звіти СММ ОБСЄ 14 листопада 2020 року. Комплекс був зафіксований у Луганській області, за 12 км від лінії бойових дій.
23 травня 2022 року БПЛА "Гранат" був збитий поблизу н.п. Суха Балка Бахмутського району Донеччини (ЗРК "Оса-АКМ")[джерело?].